# We Are Never Ever Getting Back Together
"We Are Never Ever Getting Back Together" é uma canção da cantora e compositora estadunidense Taylor Swift, gravada para o seu quarto álbum de estúdio Red. Foi lançada como o single carro-chefe do disco em 13 de agosto de 2012. Escrita pela intérprete da faixa ao lado de Max Martin e Shellback, sua inspiração ocorreu após um amigo do ex-namorado de Swift, que não teve seu nome divulgado, aparecer em um estúdio de gravação onde a artista se encontrava, dizendo ter ouvido boatos de que os dois haviam voltado a namorar. Após ele sair do local, Swift disse para Martin e Shellback que eles nunca voltariam a ficar juntos, dando assim origem aos versos iniciais da obra, "We are never ever...". Durante a canção, a jovem fala sobre um ex-parceiro amoroso que queria reacender o relacionamento conturbado que tinham, mas que ela não quer, dizendo ainda que os dois não poderão voltar a ficar juntos.
"We Are Never Ever Getting Back Together" mostrou ao público um trabalho pop, mas especificamente bubblegum pop, de Swift, que ficou conhecida por interpretar canções de country pop. A mudança de sonoridade dividiu os críticos musicais, sendo que alguns elogiaram a inovação por parte da artista em investir em outro gênero, o gancho musical e o refrão radiofônico da melodia, enquanto outros criticaram negativamente, dizendo que a intérprete estava se "vendendo" ao lançar uma música mais comercial do que o country pop convencional que ela costumava fazer, além de notarem uma falta de maturidade e profundidade lírica, presente nos trabalhos anteriores de Swift.
A canção obteve um desempenho comercial bastante favorável. Apenas em sua primeira semana de vendas nos Estados Unidos, o tema comercializou mais de 623 mil cópias, tornando-se no single de uma artista feminina mais vendido em apenas sete dias, e o segundo no total, quebrando recordes de cantoras como Kesha e Lady Gaga. Como resultado, atingiu a primeira posição da Billboard Hot 100, principal parada musical dos Estados Unidos, colocação que manteve por três semanas não consecutivas. Mais tarde, recebeu o disco de platina quádrupla da Recording Industry Association of America (RIAA) como recompensa pelas mais de quatro milhões de cópias vendidas em território estadunidense. Além disso, posicionou-se no topo das mais vendidas na Nova Zelândia e no Canadá, e ficou entre as dez primeiras em países como Austrália, Irlanda, Japão e Reino Unido. Por ter uma sonoridade mais pop, a gravadora Big Machine lançou uma versão country da faixa que foi posteriormente enviada para as rádios desse gênero. Essa nova versão também conseguiu um desempenho favorável, ficando por nove semanas consecutivas na primeira posição da Country Songs, que lista apenas as músicas country mais vendidas nos Estados Unidos.
Para a divulgação, Swift se apresentou com "We Are Never Ever Getting Back Together" em diversas ocasiões, como em premiações e programas de televisão. Além disso, a canção foi responsável por fechar os shows da Red Tour (2013-14), terceira turnê mundial da intérprete. Outra forma de marketing, foi o lançamento de um videoclipe, que foi dirigido por Declan Whitebloom. O clipe foi, em parte, inspirado nos versos da melodia, retratando um ex-namorado de Swift que quer voltar a ter um relacionamento com ela, mas esta o dispensa de forma cômica, enquanto canta a faixa. A trama mostrou ainda os membros da banda da cantora vestidos com fantasias de animais, e recebeu comentários positivos da crítica especializada. Tornou-se no primeiro vídeo musical da história a ser filmado em Resolução 4K (Ultra HD), sendo inteiramente gravado em tomada única.

## Antecedentes e lançamento
Após escrever o Speak Now (2010) inteiramente sozinha, Swift optou por trabalhar com diversos profissionais para a elaboração do Red. Sendo assim, ela telefonou para Max Martin e Shellback, dois compositores e produtores que ela admira, para discutir uma possível colaboração. Ambos aceitaram o pedido da cantora e se reuniram em um estúdio para a criação de novas canções. O conceito de "We Are Never Ever Getting Back Together", por exemplo, surgiu após um amigo e ex-namorado da artista entrar no estúdio e revelar que ouviu rumores que os dois estariam juntos novamente. Depois que o amigo foi embora, Martin e Shellback pediram para Swift elaborar detalhes de seu relacionamento, que ela descreveu como: "rompimento, voltar a ficar juntos, rompimento, voltar a ficar juntos". Então Martin sugeriu que eles escrevessem sobre esse incidente. Swift iniciou o processo de composição ao tocar no violão o verso: "Nós nunca vamos...", e a melodia fluiu rapidamente. Mais tarde, ela afirmou que a elaboração desta música foi "rápida e divertida" e tornou-se em uma das experiências mais engraçadas que já teve em um estúdio de gravação, afirmando que os seus novos colegas corresponderam às suas expectativas. Antes do refrão final, pode-se notar um trecho de áudio onde a intérprete fala de modo sarcástico sobre seu rompimento. Segundo alguns veículos de mídia, a faixa teria sido escrita para o ex-namorado da intérprete, o ator Jake Gyllenhaal, já que os dois haviam terminado a relação em janeiro de 2011, mas vistos em um encontro alguns dias mais tarde. Após a divulgação de seu vídeo musical, aumentaram essas especulações na imprensa.
A estreia do single ocorreu em 13 de agosto de 2012, durante um chat ao vivo realizado pela cantora no YouTube, que na ocasião também anunciou o título de seu novo disco. Em seguida, iniciou-se as vendas da canção no Google Play através de download digital, e posteriormente na iTunes Store e Amazon.com. Durante esse mesmo dia, a música foi enviada para as rádios contemporâneas e, no dia seguinte, para as tradicionais. O fato de "We Are Never Ever Getting Back Together" apresentar uma sonoridade mais pop quando comparado aos outros trabalhos da artista, fez com que sua gravadora criasse uma edição alternativa para as rádios country dos Estados Unidos, sendo que nesta versão, há a presença do banjo, do violino e da bateria acústica, além de conter um ritmo mais rápido que a versão original, e uma mudança em seu arranjo instrumental.
Dando sequência à divulgação do projeto, foi lançado em sua conta no Vevo um lyric video da obra. "We Are Never Ever Getting Back Together" também foi comercializado em edições físicas. Inicialmente, houve a realização de uma promoção especial e limitada no site oficial da artista, que além do CD single da faixa, vinha acompanhado de uma camiseta e uma mochila com o logotipo da canção estampado. No dia 4 de setembro, o CD single esteve disponível para compras individuais, com venda exclusiva no Walmart dos Estados Unidos.

## Composição
Diferente de suas composições anteriores, em que o country pop era predominante, "We Are Never Ever Getting Back Together" apresentou ao público uma sonoridade mais comercial da artista, com muitos críticos comparando a sua construção musical com os trabalhos da cantora canadense Avril Lavigne. Com uma duração de três minutos e doze segundos, a canção apresenta tons de violão, vários sintetizadores e batidas de bateria eletrônica, incorporando os gêneros pop e bubblegum pop, e apresentando um estilo vocal característico desse tipo de música. Segundo a partitura publicada pela Sony/ATV Music Publishing, a composição é definida no tempo de assinatura comum com um metrônomo de oitenta e quatro batidas por minuto. Está escrita na tonalidade de Sol maior, com os vocais da intérprete variando entre as notas sol de três oitavas e ré de cinco. A canção foi escrita por Swift ao lado de Max Martin e Shellback, esses dois últimos também participaram da produção do trabalho. As suas letras retratam a frustração da protagonista com o seu ex-namorado, que deseja reacender o seu relacionamento com ela, mesmo após diversas brigas. O tema retrata o fim de um relacionamento ruim, e segundo Billy Dukes do Taste of Country "é uma canção sobre rompimento que fecha a porta na cara de todos os perdedores que vêm rastejando com desculpas e 'amo você'". Bill Lamb do About.com notou uma certa influência de Katy Perry no tema, e que segundo ele, ocorre porque a obra foi produzida por Max Martin, que trabalhou com Perry no Teenage Dream. Ele também afirmou que a participação de Martin combina com a atitude de Swift e com o enfoque pop da faixa.

## Recepção da crítica

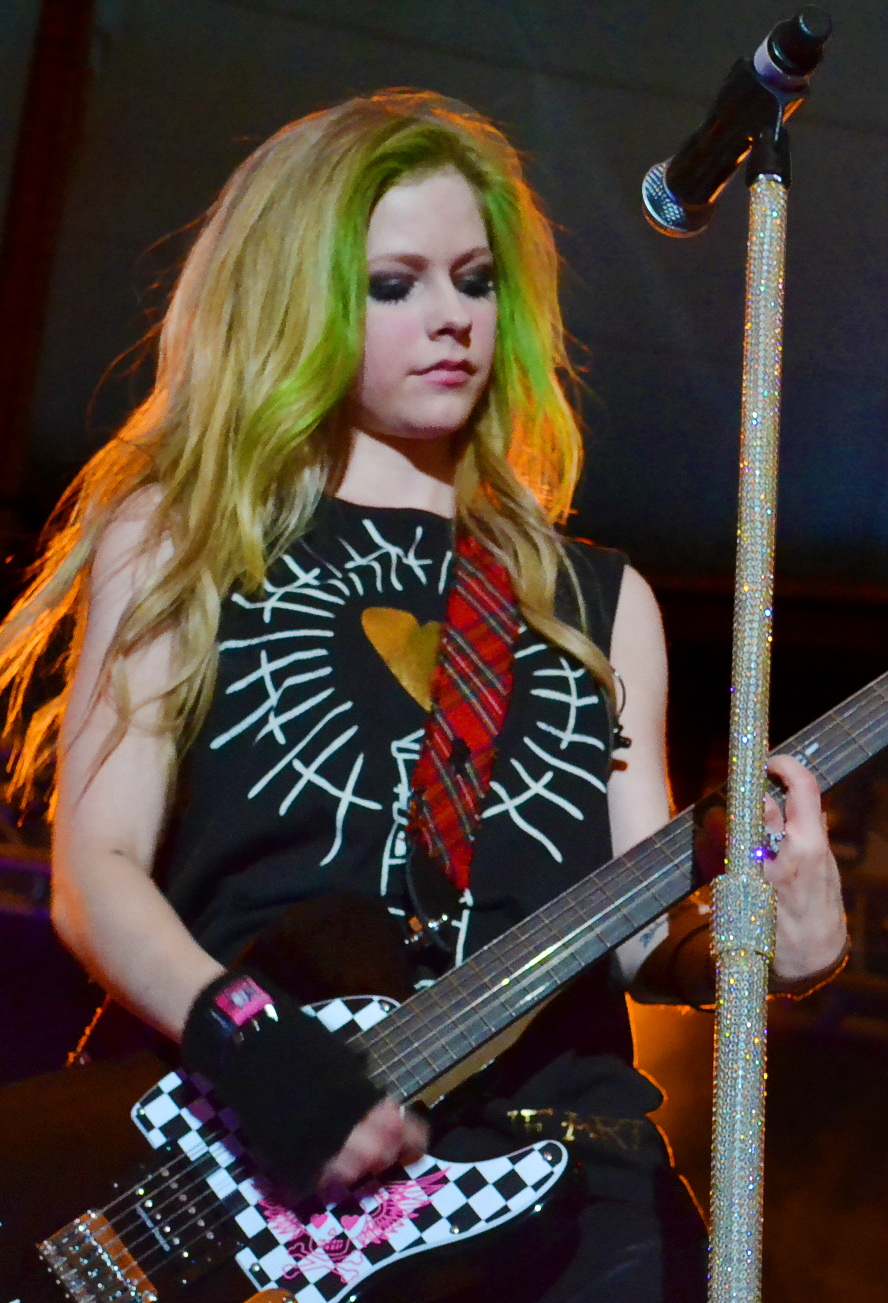
Avril Lavigne tocando violão, St. Petersburg (crop).

Após o seu lançamento, "We Are Never Ever Getting Back Together" foi recebido por comentários mistos da crítica especializada. Robert Myers do The Village Voice sentiu que a música em si é boa, mas que não é "Swift em seu melhor". Ele também especulou se a decisão de lançar a canção como primeiro single foi feita por razões comerciais, acrescentando: "Eu duvido que 'Never Ever' possa ser a melhor canção do álbum Red, é uma prévia, uma indicação para os seus fãs de que ela está chegando. Isso soa como um cálculo comercial da pior espécie, mas eu não acho que é isso. A conexão de Swift com o seu público é, possivelmente, mais importante do que sua conexão com seus namorados. E há um toque brilhante [no trabalho]: o pedaço falado que vem depois da meia oitava". Grady Smith da Entertainment Weekly fez comparações com o estilo musical de Avril Lavigne e elogiou o gancho utilizado no tema, o qual ele se referiu como "instantâneo e cativante". Ele descreveu o trabalho como "alegre", mas no entanto, expressou preocupação quanto às "sensibilidades juvenis" presentes na faixa, que segundo ele, marcaram uma regressão na carreira de Swift, após as canções maduras presentes em seu álbum anterior, Speak Now (2010). Já Andrew Untenberger do PopDust descreveu-a como "inteligente e cativante, mas talvez um pouco sem sentimentos em comparação com suas canções mais ressonantes".

## Apresentações ao vivo
Swift cantou "We Are Never Ever Getting Back Together" pela primeira vez no MTV Video Music Awards (VMA) em 6 de setembro de 2012, que ocorreu no ginásio Staples Center, em Los Angeles. Ela encerrou a edição de 2012 desta premiação. Em 13 de setembro, ela também cantou a canção durante uma apresentação promocional no Rio de Janeiro, e em 14 de outubro, ela o apresentou durante a edição britânica do X-Factor.

## Videoclipe

### Desenvolvimento
O vídeo acompanhante de "We Are Never Ever Getting Back Together" foi dirigido por Declan Whitebloom, que já havia trabalhado anteriormente com Swift nos videoclipes de "Mean" e "Ours". Foi gravada nos estúdios da Sony Pictures em Culver City, Califórnia, e a sua animação foi feita como se um livro fosse se folheando conforme vão ocorrendo os acontecimentos da trama do vídeo. Foi filmado em uma tomada única com uma câmera Sony F65 CineAlta, e se tornou no primeiro videoclipe da história filmado em resolução 4K. De acordo com Swift, ela queria que o vídeo fosse "peculiar como o som da canção", e para a sua gravação, ela teve que ensaiar repetidas vezes, e realizar constantes trocas de roupas. Segundo ela, ocorreu dezoito tentativas até chegar ao resultado final. Antes de seu lançamento oficial foi liberado uma prévia de quatorze segundos no canal da CMT no YouTube.

### Enredo
O videoclipe de "We Are Never Ever Getting Back Together" apresenta uma duração de três minutos e vinte segundos, e começa com Swift usando um pijama colorido e cantando em frente da janela de sua casa, até que o seu ex-namorado aparece. De uma forma bem humorada, Swift o expulsa de sua casa e vai em direção a sua sala de estar, onde ela começa a cantar o refrão da música. O videoclipe também mostra cenas intercaladas da artista dentro de uma televisão cantando "Like, ever", e em seguida em sua sala de jantar, onde ela recebe um telefonema de seu ex que está ligando para ela de uma boate. Na cena seguinte, os dois aparecem discutindo dentro de uma caminhonete, quando resolvem ir juntos fazer um passeio em um parque, até que Swift foge para falar no telefone com uma terceira pessoa, no qual ela diz que não voltará a ter um relacionamento com o seu ex. O vídeo segue novamente para a sala de estar da cantora, onde desta vez, está ocorrendo uma festa. A produção termina com Swift cantando o último verso da canção em frente a janela de sua casa.

## Desempenho comercial
Após cinquenta minutos do seu lançamento, o single chegou à primeira posição dos mais comprados do iTunes dos Estados Unidos, sendo a canção que conseguiu esse feito mais rapidamente, quebrando o recorde que pertencia à "Born This Way", da cantora Lady Gaga, que demorou uma hora. "We Are Never Ever Getting Back Together" é atualmente, a música que vendeu mais rápido da história digital. Também atingiu a primeira posição na lista dos mais baixados do iTunes em 25 países, inclusive no Brasil. E em apenas dois dias, conseguiu atingir a 72ª posição na Billboard Hot 100 - uma parada musical que lista as canções mais vendidas e tocadas a cada semana nos Estados Unidos. Além de estrear na 25ª posição na Radio Songs - uma parada musical que lista as canções mais tocadas nas rádios dos Estados Unidos - sendo a estreia mais alta para uma música de uma cantora country, em 21 anos na história da Radio Songs.
"We Are Never Ever Getting Back Together" vendeu em sua primeira semana, 623 mil cópias nos Estados Unidos, se tornando a canção de uma artista feminina que mais vendeu em uma semana, quebrando o recorde que pertencia à "Tik Tok" da cantora Ke$ha, e a segunda no total, atrás apenas da faixa "Right Round" do rapper Flo Rida, que vendeu 636.000 cópias, 13 mil a mais que a canção de Swift. Se tornou a canção de maior sucesso de Swift nos Estados Unidos, após atingir o número 1, ganhando mais tarde o primeiro certificado de Platina.
Com a alta venda de downloads pagos nos Estados Unidos, "We Are Never Ever Getting Back Together" atingiu a primeira posição na Billboard Hot 100, se tornando na primeira música da carreira de Swift que consegue esse feito. Em três semanas, havia vendido um milhão e 183 mil cópias no país.
| Parada (2012)                       | Melhor posição |
| ----------------------------------- | -------------- |
| Alemanha - Media Control AG         | 21             |
| Austrália - ARIA Charts             | 3              |
| Bélgica - Ultratop 50 (Flanders)    | 38             |
| Bélgica - Ultratop 40 (Valônia)     | 29             |
| Brasil - Brasil Hot 100 Airplay     | 63             |
| Canadá - Canadian Hot 100           | 1              |
| Dinamarca - Tracklisten             | 18             |
| Espanha - PROMUSICAE                | 32             |
| Estados Unidos - Billboard Hot 100  | 1              |
| Estados Unidos - Country Songs      | 1              |
| Estados Unidos - Country Airplay    | 13             |
| Estados Unidos - Pop Songs          | 2              |
| Estados Unidos - Adult Pop Songs    | 7              |
| Estados Unidos - Adult Contemporary | 10             |
| França - SNEP                       | 89             |
| Irlanda - IRMA                      | 4              |
| Japão - Japan Hot 100               | 2              |
| Noruega - VG-lista                  | 7              |
| Nova Zelândia - RIANZ               | 1              |
| Países Baixos - Dutch Top 40        | 24             |
| Chéquia - IFPI                      | 37             |
| Suécia - Sverigetopplistan          | 16             |
| Suíça - Tracklisten                 | 21             |
| Reino Unido - UK Singles Chart      | 4              |

| País                  | Certificação | Vendas      |
| --------------------- | ------------ | ----------- |
| Austrália (ARIA)      | 3× Platina   | + 210.000   |
| Canadá (Music Canada) | Platina      | + 80.000    |
| Dinamarca (IFPI)      | Platina      | + 30.000    |
| Estados Unidos (RIAA) | 3× Platina   | + 3.000.000 |
| Nova Zelândia (RIANZ) | Platina      | + 15.000    |
| Reino Unido (BPI)     | Prata        | + 200.000   |

## Histórico de lançamento
"We Are Never Ever Getting Back Together" foi lançado nos Estados Unidos e no Brasil em 14 de agosto de 2012.
| País           | Data                 | Formato          | Gravadora           |
| -------------- | -------------------- | ---------------- | ------------------- |
| Brasil         | 14 de agosto de 2012 | Download digital | Universal Music     |
| Estados Unidos | 14 de agosto de 2012 | Download digital | Big Machine Records |
| Portugal       | 14 de agosto de 2012 | Download digital | Universal Music     |
| Reino Unido    | 19 de agosto de 2012 | Download digital | Universal Music     |